# The Luxury Collection Hotels & Resorts

The Luxury Collection Hotels & Resorts

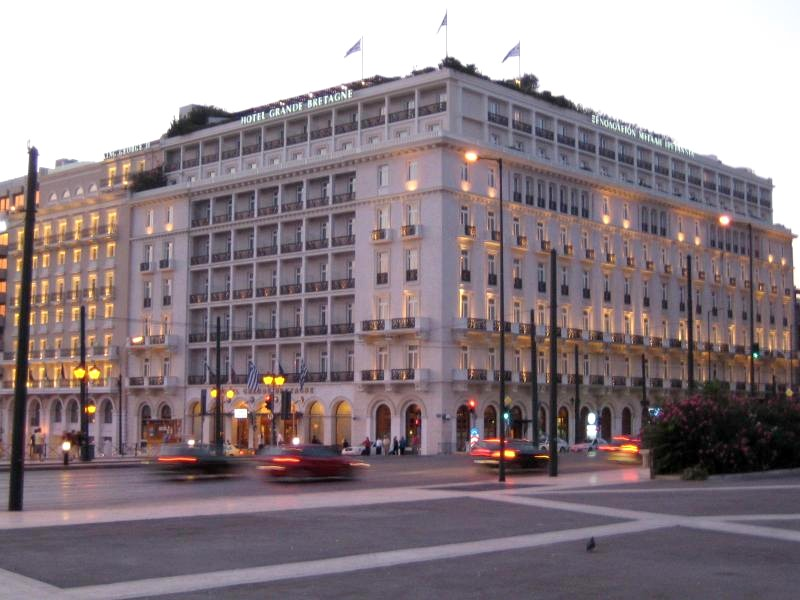
Das 1842 eröffnete Hotel Grande Bretagne in Athen

The Luxury Collection ist eine gehobene Hotelmarke von Marriott. Unter dem Label firmieren mit Stand 2022 insgesamt 124 Hotels auf allen bewohnten Kontinenten. Diese tragen in der Regel einen individuellen Eigennamen, gefolgt vom Zusatz „a Luxury Collection Hotel“.

## Geschichte
Die Geschichte der Luxury Collection geht zurück auf die 1906 gegründete italienische Hotelgruppe Compagnia Italiana Grandi Alberghi (CIGA), die 1921 an der Mailänder Börse gelistet wurde. 1985 erwarb Prinz Karim Aga Khan die Mehrheitsbeteiligung an der CIGA und expandierte erstmals außerhalb Italiens – insbesondere mit dem Erwerb von Hotels in Spanien und Österreich. Seit der Übernahme der CIGA durch Starwood Hotels & Resorts (damals ITT Sheraton) im Jahr 1985 werden die meisten dieser Hotels unter der Marke The Luxury Collection geführt.
Seitdem sind zahlreiche Häuser hinzugekommen. Zur Luxury Collection zählen unter anderem einige Sheraton-Häuser, ehemalige Hotels der Marke Westin und andere führende Hotels der früheren Starwood-Gruppe. Auch die Top-Hotels der ITC Welcomgroup (ITC Limited) in Asien liefen mit Stand 2009 unter dem Branding Luxury Collection.

## Standorte
Derzeit gibt es in Deutschland keine Häuser der Luxury Collection mehr. Früher gehörten das Hotel Fürstenhof in Leipzig sowie das Hotel Elephant in Weimar zur Marke. Das Hotel Königshof in München wird wieder ein Haus der Gruppe werden.
In Österreich zählen das Hotel Imperial und das Hotel Bristol an der Ringstraße in Wien sowie das Hotel Goldener Hirsch und das Hotel Schloss Fuschl in Salzburg zur Luxury Collection.
In der Schweiz ist das Hotel President Wilson in Genf Teil der Marke.